# Halla kyrka, Södermanland
Halla kyrka är en kyrkobyggnad i Halla socken, Nyköpings kommun i Södermanland. Den tillhör idag Stigtomta-Vrena församling.

## Kyrkobyggnaden
Kyrkan byggdes sannolikt under slutet av 1100-talet eller början av 1200-talet. Den består av långhus med ett rakt avslutat kor och en sakristia i öster. Sakristian har samma bredd som koret och tillkom troligen på 1400-talet. Långhusets innertak har ett rikt dekorerat stjärnvalv. Ett vapenhus uppfördes på senmedeltiden men revs 1795 när västra ingången togs upp.

## Inventarier
- Predikstolen tillverkades 1635 och köptes in 1695 från Björkviks kyrka.
- Altartavlan är från 1705 utförd av okänd konstnär.
- Krucifixet är omgivet av de fyra evangelisternas symboler: ängeln, lejonet, oxen och örnen.
- Dopfunten i granit är huggen 1955.

### Orgel
- 1848 byggde Anders Petter Halld'n, Munktorp en orgel med 4 stämmor.[1]
- Den nuvarande pneumatiska orgeln byggdes 1944 av E A Setterquist & Son Eftr., Örebro.[1]

| Huvudverk I     | Svällverk II      | Pedal                            | Koppel    | Övriga                   |
| Principal 8´    | Rörflöjt 8´       | Subbas 16´                       | I/P       | Två fria kombinationer   |
| Gedackt 8´      | Fugara 8´         | Oktava 4´ (transmitterad från I) | II/P      | Fyra fasta kombinationer |
| Oktava 4´       | Flöjt 4´          |                                  | II/I      |                          |
| Oktava 2´       | Nasard 2 2/3'     |                                  | I 4'/I    |                          |
| Mixtur 3-4 chor | Svegel 2'         |                                  | II 4'/I   |                          |
|                 | Crescendosvällare |                                  | II 16'/II |                          |
|                 |                   |                                  | II 4'/P   |                          |